# Panorpa carpenteri
Panorpa carpenteri är en näbbsländeart som beskrevs av Cheng 1957. Panorpa carpenteri ingår i släktet Panorpa och familjen skorpionsländor. Inga underarter finns listade i Catalogue of Life.